# Diaspidiotus farahbakhchi
Diaspidiotus farahbakhchi är en insektsart som beskrevs av Kaussari 1955. Diaspidiotus farahbakhchi ingår i släktet Diaspidiotus och familjen pansarsköldlöss. Inga underarter finns listade i Catalogue of Life.